# Seigneurie de Terrebonne
La seigneurie de Terrebonne était un fief issu du régime seigneurial de la Nouvelle-France. Elle avait été concédée à André Daulier Deslandes par la Compagnie des Indes occidentales en 1673 puis a été abolie par le gouvernement du Canada-Uni en 1854. Son chef-lieu était Terrebonne. Le dernier manoir seigneurial, construit à la demande de Sophie Raymond Masson, abrite de nos jours le Collège Saint-Sacrement.

## Géographie
Elle avait une superficie de 12 lieues carrées.

## Liste des seigneurs
La seigneurie de Terrebonne a eu plusieurs illustres seigneurs, jusqu'à ce que le régime seigneurial soit aboli en 1854. En Nouvelle-France, un seigneur n'était pas forcément un noble; il suffisait d'acheter une seigneurie pour en devenir le seigneur. Le seigneur devait aussi prêter foi et hommage au roi de France et, ainsi, il devenait le vassal du roi, et le roi devenait son suzerain. Le seigneur avait le devoir de concéder des terres à des colons ou censitaires. Il avait le droit de percevoir des impôts auprès des colons dont il était le seigneur, comme le cens et la rente, de faire exécuter une corvée par eux et aussi de percevoir des taxes dans des moulins (on parle alors de moûtures pour la taxe) et des fours dits banaux (installations dont il avait le monopole). Le seigneur pouvait aussi avoir des vassaux, à qui il réservait une partie de son territoire (son domaine) pour leur donner un fief (ou un arrière-fief, du point de vue du roi). Ces vassaux devaient prêter foi et hommage au seigneur.
Lorsqu'un seigneur mourrait, sa veuve s'occupait de l'administration de sa seigneurie jusqu'à ce qu'il y ait un héritier (généralement le fils aîné) prêt pour la prendre en charge (c'est-à-dire : qui a l'âge, qui est disponible, qui est compétent, etc.) ou jusqu'à ce que la seigneurie soit vendue à quelqu'un d'autre.
Après la Conquête, les Britanniques vont maintenir le régime seigneurial en place, et tous les fiefs de la Nouvelle-France appartiendront désormais à l'Amérique du Nord britannique. Ils pourront à leur tour devenir seigneurs. Parallèlement, le système des cantons (townships) sera établi.

### Liste des seigneurs par période historique

#### Nouvelle-France
| Rang | Image           | Blason | Nom                                                                    | Début             | Fin               | Durée                      |
| ---- | --------------- | ------ | ---------------------------------------------------------------------- | ----------------- | ----------------- | -------------------------- |
| 1er  |                 |        | André Daulier Deslandes                                                | 23 décembre 1673  | 26 octobre 1681   | 7 ans, 10 mois et 3 jours  |
| 2e   |                 |        | Louis LeComte Dupré                                                    | 26 octobre 1681   | 13 juillet 1715   | 33 ans, 8 mois et 17 jours |
| 3e   |                 |        | Marie-Catherine Rolland de Saint-Georges, veuve de Louis LeComte Dupré | 13 juillet 1715   | 1er octobre 1718  | 3 ans, 4 mois et 4 jours   |
| 4e   |                 |        | François-Marie Bouat                                                   | 1er octobre 1718  | 2 septembre 1720  | 1 an, 9 mois et 16 jours   |
| 5e   | Portrait fictif |        | Louis Lepage de Sainte-Claire                                          | 2 septembre 1720  | 15 septembre 1744 | 24 ans et 13 jours         |
| 6e   |                 |        | Louis de Chapt de La Corne, l'aîné                                     | 15 septembre 1744 | 2 avril 1762      | 17 ans, 6 mois et 18 jours |

#### Province de Québec de 1763
| Rang | Image | Blason | Nom | Début           | Fin             | Durée                       |
| ---- | ----- | ------ | --- | --------------- | --------------- | --------------------------- |
| 7e   |       |        | Élizabeth de Ramezay, veuve de Louis de Chapt de La Corne | 2 avril 1762    | 4 décembre 1780 | 18 ans, 8 mois et 2 jours   |
| 8e   |       |        | Pierre-Paul Margane de Lavaltrie, gendre de Louis de Chapt de La Corne 1766-1783 : Co-seigneur de Terrebonne (par sa femme Marie-Angélique de La Corne) avec les Douglas (enfants de Marie-Charlotte de La Corne) et avec François-Josué de La Corne (1750-1800). 1783-1784 : Procuration pour vendre Terrebonne en entier Il est le seul signataire des actes de concessions entre 1780 et 1784, donc il est considéré comme unique seigneur de facto, mais pas de jure. | 4 décembre 1780 | 10 mars 1784    | 3 ans, 3 mois et 6 jours    |
| 9e   |       |        | Jacob Jordan (père) | 10 mars 1784    | 23 février 1796 | 11 ans, 11 mois et 13 jours |

#### Bas-Canada et Canada-Uni
| Rang | Image | Blason                   | Nom | Début            | Fin              | Durée                      |
| --- | ----- | ------------------------ | --- | ---------------- | ---------------- | -------------------------- |
| 10e |       |                          | Jacob Jordan (fils) | 23 février 1796  | 14 décembre 1802 | 6 ans, 9 mois et 21 jours  |
| 11e |       |                          | Simon McTavish | 14 décembre 1802 | 6 juillet 1804   | 1 an, 6 mois et 22 jours   |
| 1804-1817 : La seigneurie est entre les mains de la succession McTavish. La compagnie McKenzie-Oldham and Co. est créée pour la gérer. |       |                          | |                  |                  |                            |
| 12e |       |                          | Marguerite Chaboillez veuve de Simon McTavish | 6 juillet 1804   | 28 février 1817  | 12 ans, 8 mois et 22 jours |
| 13e |       |                          | Roderick Mackenzie, beau-frère de Simon McTavish | 28 février 1817  | 24 janvier 1824  | 6 ans, 10 mois et 27 jours |
| 1824-1832 : La seigneurie est rétrocédée à la succession McTavish, car la Cour d'appel de la Province du Bas-Canada dit que les exécuteurs testamentaires n’avaient pas le droit d’en disposer. |       |                          | |                  |                  |                            |
| 12e |       |                          | Marguerite Chaboillez veuve de Simon McTavish | 24 janvier 1824  | 31 décembre 1832 | 8 ans, 11 mois et 7 jours  |
| 14e |       | Ex-libris non-héraldique | Joseph Masson | 31 décembre 1832 | 15 mai 1847      | 14 ans, 4 mois et 14 jours |
| 15e |       |                          | Sophie Raymond Masson, veuve de Joseph Masson | 15 mai 1847      | 18 décembre 1854 | 7 ans, 7 mois et 3 jours   |
| 1854 : Abolition de tous les droits seigneuriaux, sauf la rente seigneuriale qui est changée en rente constituée. La Province du Canada commute de façon obligatoire tous les fiefs et les rotures en francs alleux roturiers, et rembourse aux seigneurs tous les droits par eux perdus, sauf la rente seigneuriale. La rente seigneuriale devient une rente constituée, une forme de dette perpétuelle rachetable en tout temps sur paiement d'un capital (100/6e de la rente constituée dans ce cas-ci, valant 16 années et ⅔ de rentes). |       |                          | |                  |                  |                            |
| 1854-1926 : Succession Masson |       |                          | |                  |                  |                            |
| En 1925, Roderick B. Masson (surnommé « Roddy ») se voit contraint par la Cour supérieure du Québec de vendre par licitation ses immeubles. Le 21 janvier 1926 à 10h30, la vente aux enchères par licitation des droits sur les rentes constituées de la seigneurie de Terrebonne a lieu au palais de justice de Saint-Jérôme. Le notaire Ernest-Séraphin Mathieu emporte l’enchère. |       |                          | |                  |                  |                            |
| |       |                          | Ernest-Séraphin Mathieu, notaire à Terrebonne En vertu de l'article 37 de la loi de 1854 (Province du Canada, 18 Victoria ch. 3), il est possible de qualifier le créancier de rentes constituées seigneuriales de « seigneur ». | 8 octobre 1926   | 13 janvier 1940  | 13 ans, 3 mois et 5 jours  |
| Ernest-Séraphin Mathieu meurt le 13 janvier 1940. Son exécutrice testamentaire sera la Société d'administration et de fiducie (une société sise au 5, rue Saint-Jacques Est à Montréal). Ce sera elle qui va travailler avec le Syndicat national de rachat des rentes seigneuriales en 1940 pour parachever le rachat par l'État québécois de toutes les rentes constituées. |       |                          | |                  |                  |                            |

## Arrière-fiefs
En 1731, le seigneur Louis Lepage de Sainte-Claire concède l'arrière-fief Sainte-Claire à son frère Germain Lepage de Saint-François. En 1797, la famille seigneuriale Jordan érige l'arrière-fief Granger, dans le village de Sainte-Anne-des-Plaines, pour Félix Granger. 